# Juan Romero (Judoka)
Juan Francisco Romero Calabria (* 19. Oktober 1988 in Montevideo) ist ein uruguayischer Judoka.
Der je nach Quellenlage 1,87 Meter oder 1,88 Meter große Juan Romero tritt in der Gewichtsklasse bis 90 kg an. Der in Prado lebende Romero gehört dem Verein Club Atlético Olimpia de Colón an und wird von Leandro Vaz trainiert. Bei den Südamerikameisterschaften 2009 gewann er die Bronzemedaille. Er gehörte dem uruguayischen Team bei den Südamerikaspielen 2010 in Medellín an. Romero stand im Aufgebot der uruguayischen Mannschaft für die Olympischen Sommerspiele 2012. Seine erste Teilnahme an diesem Wettbewerb sicherte er durch einen fünften Platz bei den Panamerikanischen Judo-Meisterschaften in Montreal. In London schied Romero, zu jener Zeit als 99. der Weltrangliste geführt, bereits in der ersten Runde nach einer Niederlage durch Ippon nach 3 Minuten und 12 Sekunden gegen den Weltranglisten-15. und späteren Olympiasieger Song Dae-Nam aus Süd-Korea aus. Bei den Südamerikaspielen 2014 in Chile gehörte er ebenfalls zum uruguayischen Team und gewann in der Klasse bis 90 kg hinter dem Venezolaner Mervin Rodriguez die Silbermedaille. Im Folgejahr nahm er mit der uruguayischen Mannschaft an den Panamerikanischen Spielen 2015 in Toronto teil und belegte in der Klasse bis 90 kg den 7. Platz.

## Auszeichnungen
Im Rahmen der Ehrungen der besten uruguayischen Sportler des Zeitraums 2009–2010 ("Deportista del Año") wurde er am 28. März 2011 seitens des Comité Olímpico Uruguayo im Teatro Solís als bester Sportler des Jahres 2009 in der Sparte "Judo" ausgezeichnet.